# Fannaråkhytta
Il Fannaråkhytta è un rifugio alpino situato in cima al monte Fannaråki, in Norvegia. Il rifugio si trova a 2065 metri d'altezza (il più elevato della Norvegia), nella catena montuosa del Hurrungane, nel comune di Luster (contea di Vestland). È gestito dal Den Norske Turistforening (DNT).

## Storia
Il primo nucleo del rifugio è stato costruito nel 1926 come stazione meteorologica: la struttura disponeva di due camere di cui una destinata ai turisti. Nel 1934 il DNT ha costruito il secondo edificio. La stazione meteorologica ha continuato a funzionare fino al 1978.

## Caratteristiche e informazioni
Il rifugio è gestito dalla sezione DNT Oslo og Omegn (Oslo e dintorni) del DNT.
Dispone di 34 posti letto, ed è aperto solo da giugno a settembre con personale di servizio.

## Accessi
Il Fannaråkhytta è raggiungibile a piedi da Skogadalsbøen (5 ore), Sognefjellhytta, Krossbu o Turtagrø (6 ore). Da Krossbu e Sognefjellshytta parte tutti i giorni dal Fannaråkhytta parte una cordata verso il ghiacciaio del monte Fannaråki e da qui verso il rifugio.

## Traversate
D'estate sono possibili trekking verso i rifugi della zona (Skogadalsbøen, Sognefjellhytta, Krossbu e Turtagrø).